# Betton-Bettonet
Betton-Bettonet é uma comuna francesa na região administrativa de Auvérnia-Ródano-Alpes, no departamento da Saboia. Estende-se por uma área de 3.41 km². Em 2010 a comuna tinha 317 habitantes (densidade: 93 hab./km²).